# Tui
|  | No s'ha de confondre amb Tuí. |

Tui és un municipi gallec situat al sud de la província de Pontevedra, a la frontera amb Portugal, país del qual està separat pel riu Miño. Pertany a la comarca do Baixo Miño, de la qual és la capital.

## Història
Va ser la capital de la desapareguda província de Tui, una de les set províncies que formaven Galícia fins al 1833, i durant la guerra del francès es revoltà el 1809 contra l'ocupació francesa.

## Llocs d'interès
- La Catedral de Santa Maria de Tui, amb aparença de fortalesa amb torres, camins de pas i passadissos.
- El Museu i Arxiu Històric Diocesà, antic hospital on es conserven restes arqueològiques, medievals i d'art sacre.
- El Convent i Església de les Clarisses, dels segles xvi i xvii respectivament.
- El túnel de les Monges Clarisses, passadís sota el convent que comunica la part alta de la ciutat i la zona entre les muralles.
- El Pont Internacional de Tui, que comunica des de fa més d'un segle amb la veïna Valença do Minho, a Portugal.
- El Paseo da Corredoira, carrer més conegut de la ciutat.
- L'església de San Francisco de 1682.
- El monument al Cavall Salvatge, obra de Juan Oliveira.
- La glorieta de Vigo, amb vistes al Miño.
- Els jardins de Troncoso, sobre el recorregut de l'antiga muralla.
- El passeig fluvial, a la vora del Miño.
- El Monte Aloia, parc natural.

## Parròquies
El formen les parròquies d'Areas (Santa Mariña), Baldráns (Santiago), Caldelas de Tui (San Martiño), Guillarei (San Mamede), Malvas (Santiago), Paramos (San Xoán), Pazos de Reis (O Sagrario), Pexegueiro (San Miguel), Randufe (Santa María da Guía), Rebordáns (San Bartolomeu), Ribadelouro (Santa Comba), Tui (O Sagrario).

## Persones il·lustres
- Augusto González-Besada y Mein (1865-1919), advocat i polític
- José Calvo Sotelo (1893-1936), polític
- José Araujo Veiga (1891-?), director d'orquestra i compositor
- Mario Conde (1948), banquer i polític
- Enrique Míguez Gómez (1966), piragüista

## Galeria

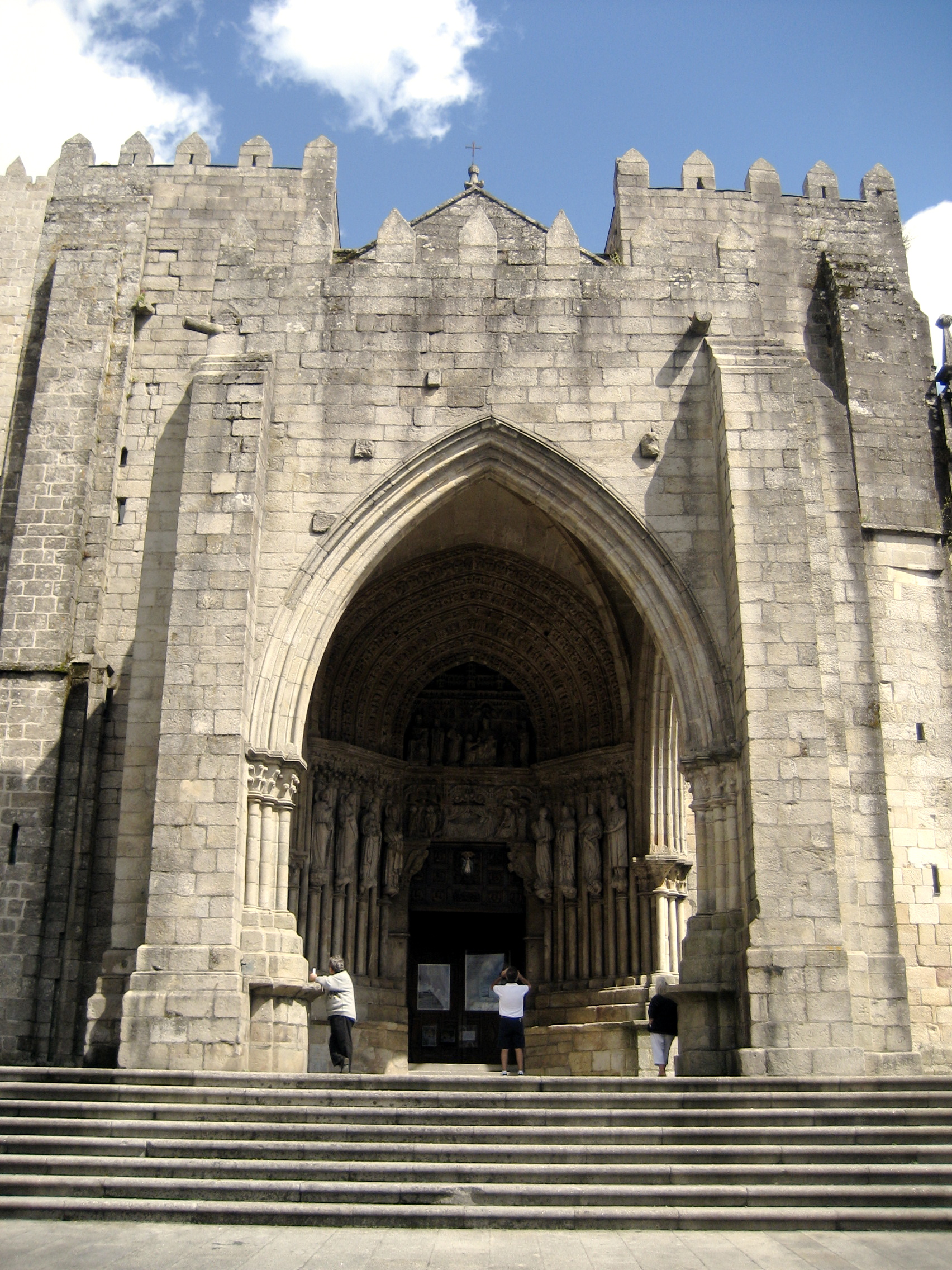
Catedral
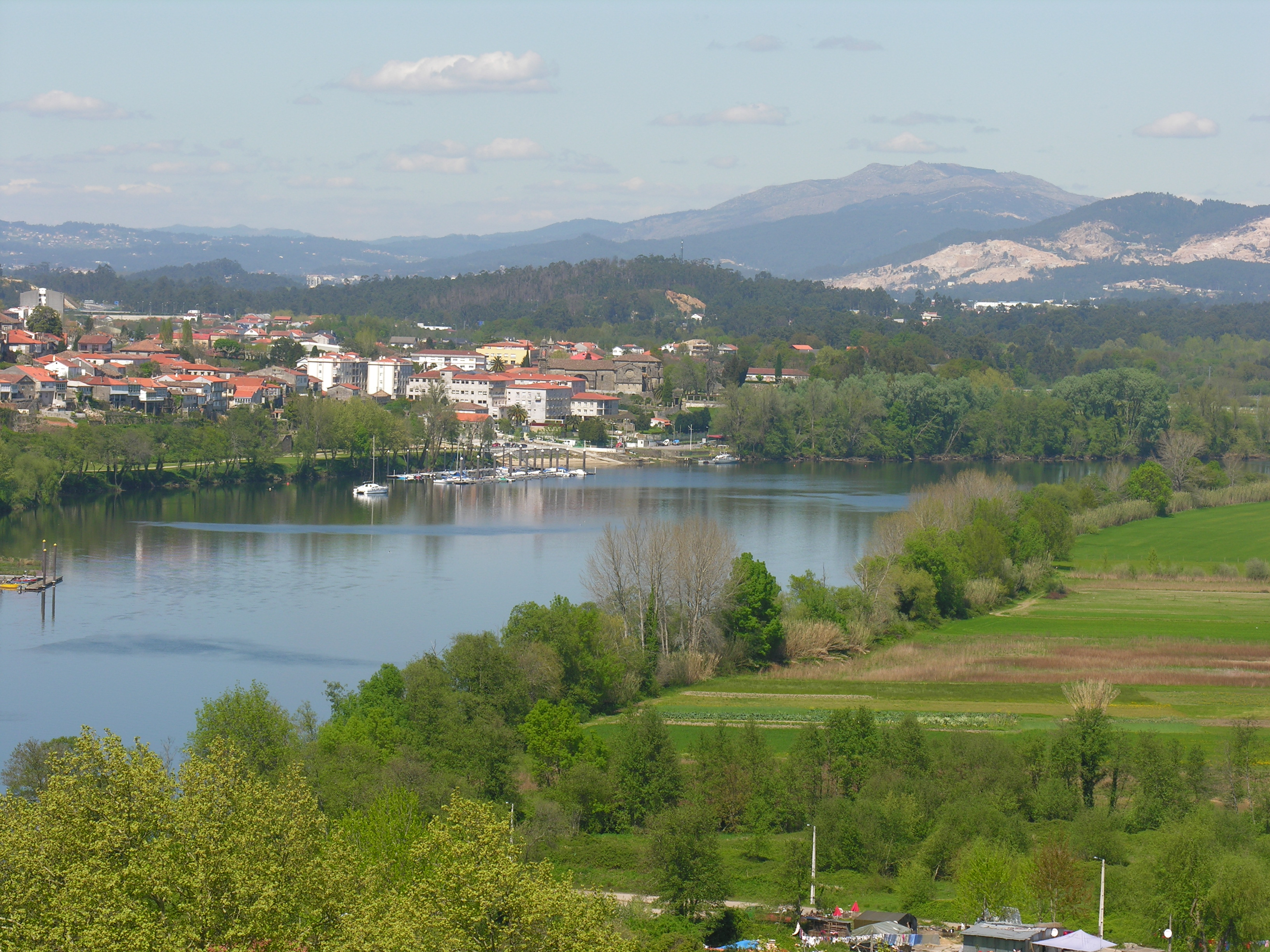
Vista del Miño des de Valença (Portugal)
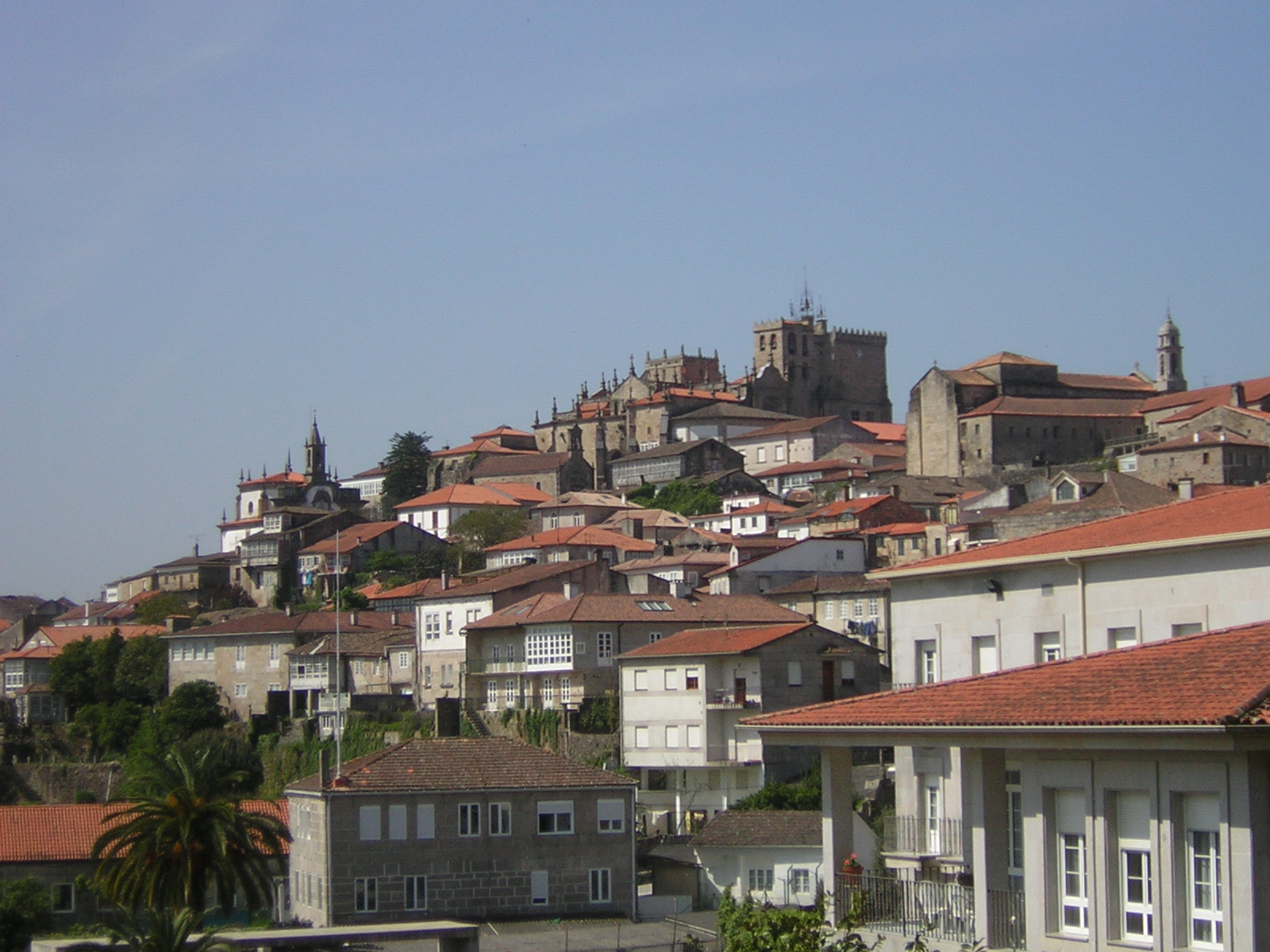
Vista general de Tui
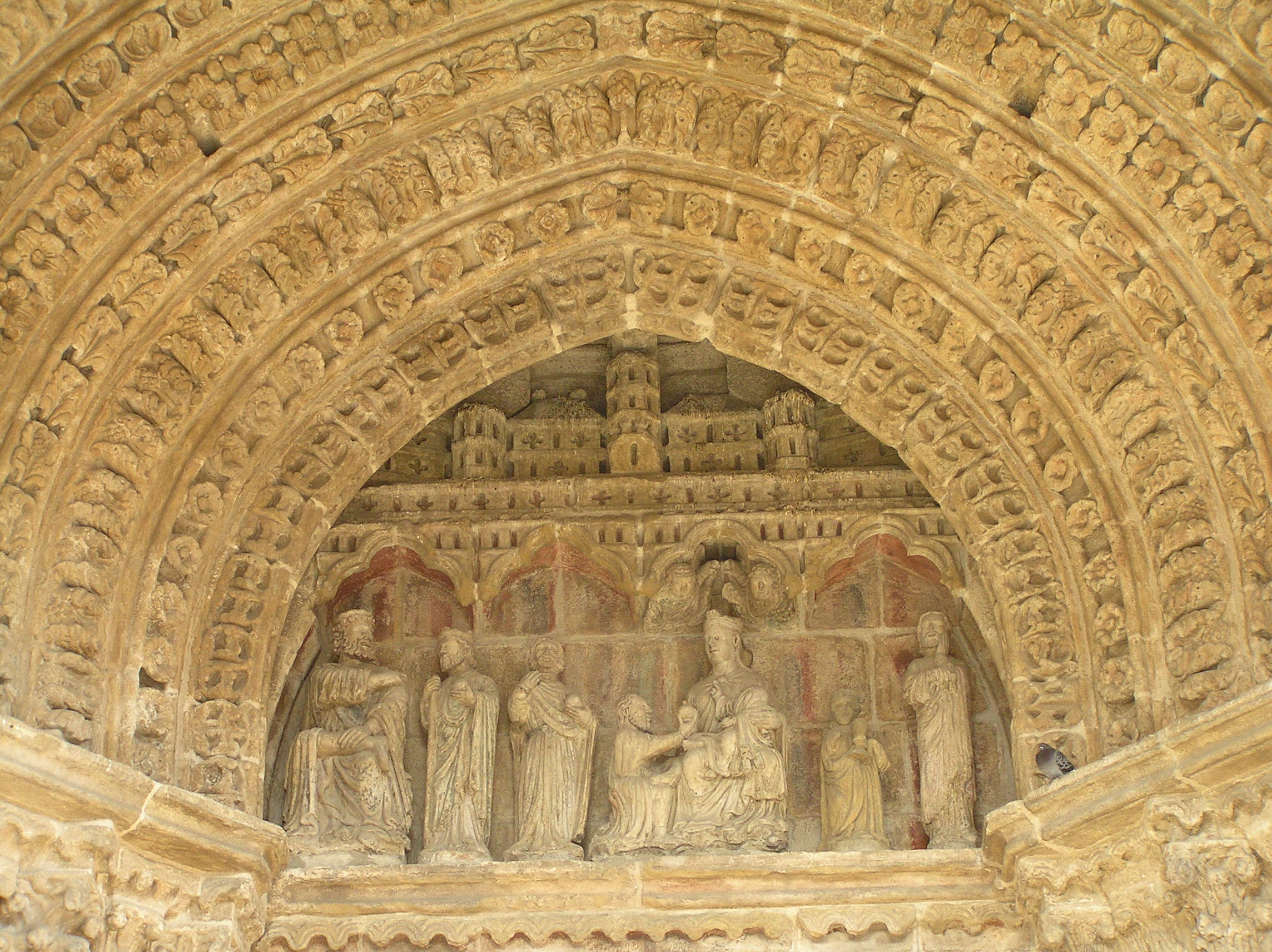
Detall de la catedral